# Alfred Kastler
Alfred Kastler (Guebwiller, França 1902 - Bandol 1984) fou un físic i professor universitari francès guardonat amb el Premi Nobel de Física l'any 1966 per la descoberta i el desenvolupament de mètodes óptics per l'estudi de les ressonàncies hertzianes en els àtoms.

## Biografia
Kastler va néixer el 3 de maig de 1902 a Guebwiller (Alsàcia, Imperi Alemany- en aquells moments formava part d'Alemanya però que avui dia forma part de França-) i més tard va anar al Lycée Bartholdi de Colmar, Alsàcia, i a l'École Normale Supérieure de París el 1921. Després dels seus estudis, el 1926 va començar a ensenyar física al Lycée de Mülhausen, i després va ensenyar a la Universitat de Bordeus, on va ser professor universitari fins al 1941. Georges Bruhat li va demanar que tornés a l'École Normale Supérieure, on finalment va obtenir una càtedra el 1952.
Col·laborant amb Jean Brossel, va investigar la mecànica quàntica, la interacció entre la llum i els àtoms i l’espectroscòpia. Kastler, treballant en la combinació de ressonància òptica i ressonància magnètica, va desenvolupar la tècnica del bombament òptic. Aquests treballs van portar a la finalització de la teoria dels làsers i màsers.
Va guanyar el Premi Nobel de Física l'any 1966 «pel descobriment i desenvolupament de mètodes òptics per estudiar les ressonàncies hertzianes en els àtoms».
Va ser president de la junta de l'Institut d'Òptica Teòrica i Aplicada i va ser el primer president de l'organització no governamental (ONG) Action Against Hunger.
Kastler també va escriure poesia (en alemany). El 1971 va publicar Europa, ma patrie: Deutsche Lieder eines französischen Europäers (és a dir, 'Europa, la meva pàtria: cançons alemanyes d'un europeu francès').
El 1976, Kastler va ser elegit membre de la American Philosophical Society.
El 1978 esdevingué membre estranger de la Reial Acadèmia d'Arts i Ciències dels Països Baixos.
El 1979, Kastler va rebre la medalla Wilhelm Exner.
Kastler morí el 7 de gener de 1984 a la ciutat de Bandol, situada a la regió de Provença-Alps-Costa Blava.

## Recerca científica

### Laboratori Kastler-Brossel
Col·laborant amb Jean Brossel va realitzar investigacions al voltant de la mecànica quàntica, la interacció entre llum i àtoms i l'espectroscòpia. Treballant amb la combinació de la ressonància òptica i la ressonància magnètica va desenvolupar la tècnica de bombament òptic.Aquests treballs van portar a la finalització de la teoria del làser-màser.

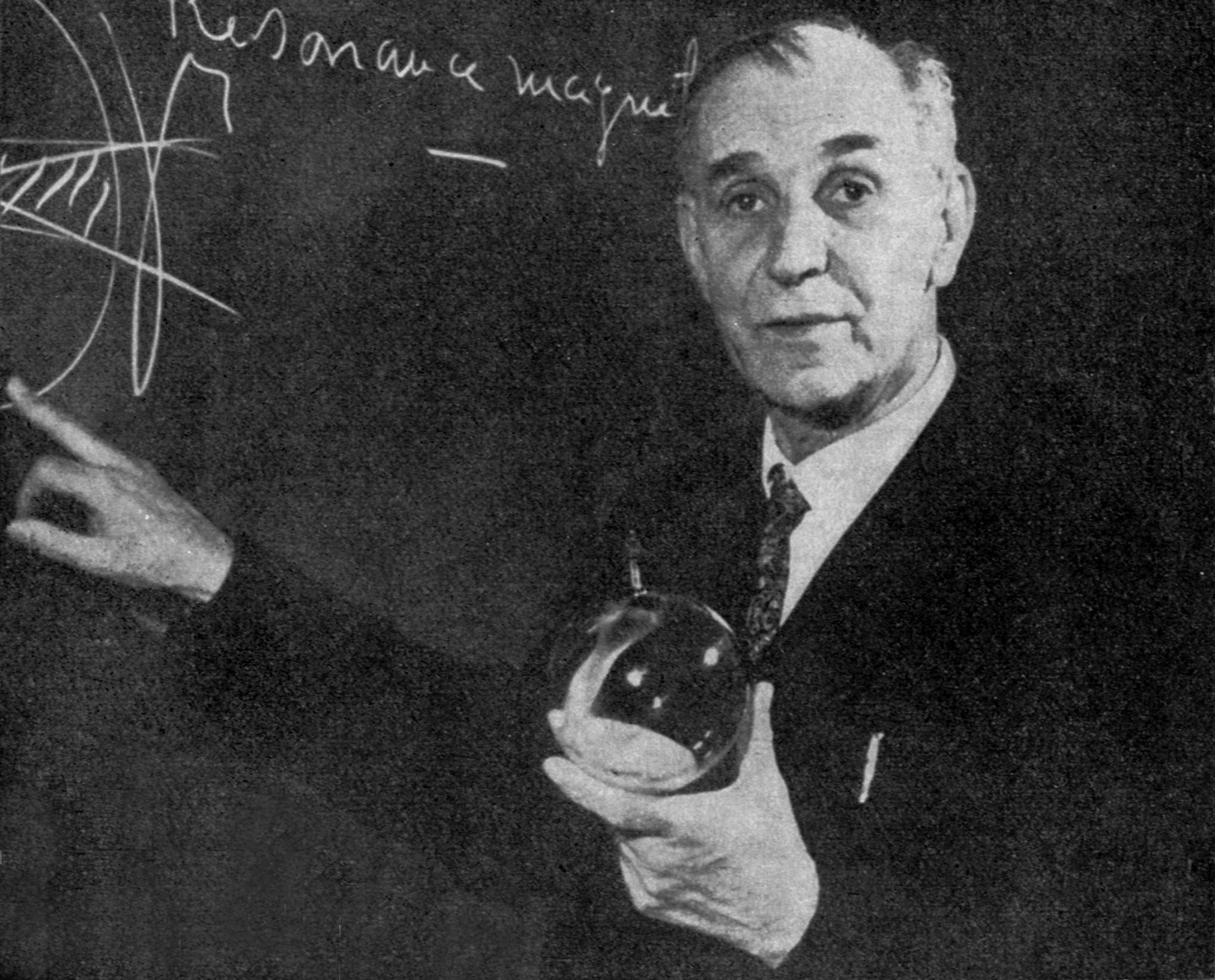
Kastler ca. 1967

El professor Kastler va passar la major part de la seva carrera investigadora a l'École Normale Supérieure, on va començar després de la guerra amb el seu alumne, Jean Brossel, un petit grup de recerca sobre espectroscòpia.
Durant els quaranta anys següents, aquest grup ha format molts joves físics i ha tingut un impacte significatiu en el desenvolupament de la ciència de la Física atòmica a França. El Laboratoire de Spectroscopie hertzienne va passar a dir-se Laboratoire Kastler-Brossel el 1994 i té una part del seu laboratori a la Universitat Pierre i Marie Curie, principalment a l'École Normale Supérieure.

## Política global
Va ser un dels signants de l'acord de convocatòria d'una convenció per redactar una constitució mundial. Com a resultat, per primera vegada en la història de la humanitat, es va convocar una Assemblea Constituent Mundial per redactar i adoptar la Constitució per a la Federació de la Terra.

## Mort
El professor Kastler va morir el 7 de gener de 1984 a Bandòu, França.